# Spresiano
Spresiano là một đô thị ở tỉnh Treviso trong vùng Veneto, có cự ly khoảng 40 km về phía bắc của Venice và khoảng 13 km về phía bắc của Treviso. Tại thời điểm ngày 31 tháng 12 năm 2004, đô thị này có dân số 10.155 người và diện tích là 25,6 km².
Đô thị Spresiano có các frazioni (các đơn vị trực thuộc, chủ yếu là các làng) Spresiano and Lovadina e Visnadello.
Spresiano giáp các đô thị: Arcade, Carbonera, Cimadolmo, Mareno di Piave, Maserada sul Piave, Nervesa della Battaglia, Santa Lucia di Piave, Susegana, Villorba.